# Teinopalpus imperialis
Teinopalpus imperialis is een vlinder uit de familie van de pages (Papilionidae). De wetenschappelijke naam van de soort is voor het eerst geldig gepubliceerd in 1843 door Hope.

## Kenmerken
De spanwijdte van het vrouwtje bedraagt ongeveer 12 cm.

## Verspreiding en leefgebied
Deze vlindersoort komt voor in noordelijk India, Nepal, Bhutan, Myanmar en zuidelijk China in dichte bossen op een hoogte van 2000 tot 3500 meter.

## Waardplanten
De waardplanten behoren tot de familie Thymelaeaceae.

## Ondersoorten
- Teinopalpus imperialis imperialis
- Teinoplapus imperialis imperatrix De Nicéville, 1899
- Teinoplapus imperialis gillesi Turlin, 1991
- Teinopalpus imperialis behludinii (Pen, 1937)
  - = Papilio behludinii Pen, 1937